# Ruta Provincial 1 (Córdoba)
La Ruta Provincial 1 es una carretera argentina de jurisdicción provincial, ubicada en el extremo noreste de la provincia de Córdoba. Su recorrido total es de 96 km totalmente asfaltados. Posee un desarrollo de norte a sur, iniciando su derrotero en el límite con la provincia de Santa Fe y finaliza en el ingreso oeste de la ciudad de San Francisco.
No es una ruta que posea un alto volumen de tránsito, pero su ubicación es estratégica respecto del transporte pesado que se dirige hacia y desde la zona del litoral argentino, y que muchos optan por usar esta ruta menos congestionada que su paralela la Nacional 34.

## Localidades
A lo largo de su derrotero, esta ruta atraviesa los centros urbanos que se detallan a continuación (los que figuran en itálica y negrita, son cabecera de departamento. Entre paréntesis, figuran los datos de población según censo INDEC 2010.
- Departamento San Justo: Morteros (17.124), Brinkmann (9.863), Porteña (5.439), Freyre (6.922), San Francisco (62.211).

## Recorrido
|  |  | CONTg |

|  | GRZq | STR+GRZq | GRZq |

|  |  | STR |

|  |  | BHF |

|  |  | TBHFaq | CONTfq |

|  |  | BHF |

|  | CONTgq | TBHF | CONTfq |

|  |  | BHF |

|  |  | TBHFaq | CONTfq |

|  |  | BHF |

|  |  | ABZgl+l | CONTfq |

|  | CONTgq | TBHF | CONTfq |

|  |  | CONTf |

## Nota
1. ↑   El kilometraje fue tomado del amojonado en ruta. En caso de ausencia de los mismos, se calculó según información disponible en Internet, o verificación in situ .
2. ↑   Datos oficiales según Dirección de Estadísticas y censos del Gobierno de la Provincia de Córdoba, año 2010 Según datos INDEC